# The Unseen Empire
The Unseen Empire — п'ятий повноформатний альбом шведського гурту Scar Symmetry, виданий у 2011 році лейблом Nuclear Blast. Продюсером цього релізу, як і попередніх, став гітарист гурту Юнас Челльгрен, допомагав якому інший учасник гурту Пер Нільссон. Матеріал було записано та опрацьовано на Black Lounge Studios у шведському місті Авеста. Протягом першого тижня у США було продано понад 1 500 копій релізу. Крім того, The Unseen Empire опинився на 11 місці у чарті Top New Artist Albums (Heatseekers).
Оформлення альбому займався, як і минулого разу, британський дизайнер Колін Маркс, а фотосет гурту виконаний французом Денісом Горіа, який раніше працював з гуртом над відеокліпом The Iconoclast.
Автор лірики та барабанщик Scar Symmetry Генрік Ульссон розповів про тематику альбому таке: «Невидима імперія розпустила приховані руки еліти, що смикають за ниточки людства, виконуючи свою місію світового панування. Концепція альбому охоплює теорію тіньового уряду, таємниці прадавніх родів і навіть зловмисний вплив метафізичної рептилієподібної інтелігенції. Вони хочуть залишити нас під впливом буденності життя, гіпнотизують речами, що привертають увагу, проте не мають значення. Прийшов час вийти за рамки і зробити Невидиму Імперію видимою!».

## Список пісень
| #  | Назва                          | Тривалість |
| -- | ------------------------------ | ---------- |
| 1. | «The Anomaly»                  | 3:50       |
| 2. | «Illuminoid Dream Sequence»    | 5:01       |
| 3. | «Extinction Mantra»            | 5:31       |
| 4. | «Seers of the Eschaton»        | 5:51       |
| 5. | «Domination Agenda»            | 4:00       |
| 6. | «Astronomicon»                 | 4:03       |
| 7. | «Rise of the Reptilian Regime» | 4:24       |
| 8. | «The Draconian Arrival»        | 5:25       |
| 9. | «Alpha and Omega»              | 5:02       |

## Склад гурту
- Роберт Карлссон — вокал
- Ларс Пальмквіст — вокал
- Юнас Челльгрен — гітара
- Пер Нільссон — гітара
- Кеннет Сеіл — бас-гітара
- Генрік Ульссон — ударні

## Історія релізів
| Країна            | Дата           |
| ----------------- | -------------- |
| Європейський Союз | 15 квітня 2011 |
| США               | 17 травня 2011 |